# Liên minh quân sự

Liên minh quân sự châu Âu trước Thế chiến thứ nhất – Phe đồng minh ba nước và Liên minh Ba nước (Đức-Áo Hung-Ý.

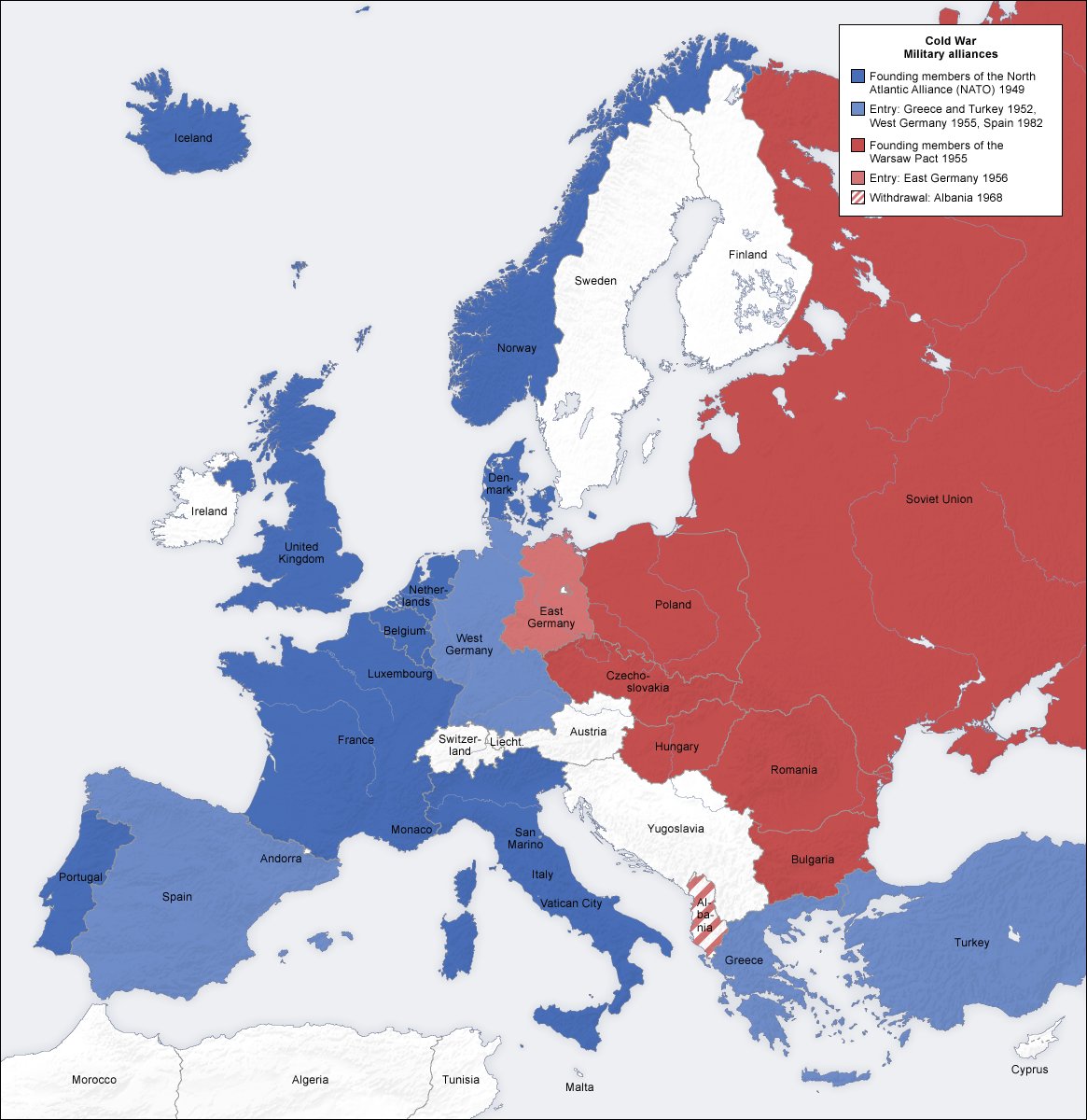
Hai liên minh quân sự (NATO và Hiệp ước Warsaw) ở châu Âu trong Chiến tranh lạnh

Liên minh quân sự là một thỏa thuận quốc tế liên quan đến an ninh quốc gia, khi các bên ký kết đồng ý bảo vệ và hỗ trợ lẫn nhau trong trường hợp khủng hoảng chưa được xác định trước. Các liên minh quân sự khác với các liên minh, vì các liên minh được hình thành cho một cuộc khủng hoảng đã được biết đến.
Các liên minh quân sự có thể được phân loại thành các hiệp ước quốc phòng, các hiệp ước không xâm lược và các bên tham gia.

## Đặc điểm
Các liên minh quân sự có liên quan đến các hệ thống an ninh tập thể nhưng có thể khác nhau về bản chất. Một bản ghi nhớ đầu những năm 1950 từ Bộ Ngoại giao Hoa Kỳ đã giải thích sự khác biệt bằng cách nói rằng các liên minh trong lịch sử "được thiết kế để thúc đẩy lợi ích quốc gia tương ứng của các bên và cung cấp cho hành động quân sự chung nếu một trong các bên theo đuổi về những mục tiêu như vậy đã tham gia vào chiến tranh ". Trong khi một thỏa thuận an ninh tập thể "không nhằm vào ai, nó chỉ nhằm chống lại sự xâm lược. Nó tìm cách không ảnh hưởng đến bất kỳ sự thay đổi 'cân bằng quyền lực' nào mà là tăng cường 'cân bằng nguyên tắc'".
Động lực rõ ràng ở các quốc gia tham gia vào các liên minh quân sự là để bảo vệ bản thân trước các mối đe dọa từ các quốc gia khác. Tuy nhiên, các quốc gia cũng đã tham gia vào các liên minh để cải thiện mối quan hệ với một quốc gia cụ thể hoặc để quản lý xung đột với một quốc gia cụ thể.
Bản chất của các liên minh, bao gồm sự hình thành và sự gắn kết của họ (hoặc thiếu nó), là một chủ đề của nhiều nghiên cứu học thuật trong quá khứ và hiện tại, với các học giả hàng đầu thường được coi là Glenn H. Snyder và Stephen Walt.